# Selección de baloncesto de Ruanda
La selección de baloncesto de Ruanda es el equipo formado por jugadores de nacionalidad ruandesa que representa a la Federación Ruandesa de Baloncesto en las competiciones internacionales organizadas por la Federación Internacional de Baloncesto (FIBA) o el Comité Olímpico Internacional (COI): los Juegos Olímpicos, la Copa Mundial de Baloncesto y el AfroBasket.

## Historia
Fue creada en el año 1977 y clasificaron por primera vez al AfroBasket en la edición de 2007 en Angola terminando en el duodécimo lugar. Dos años después volvieron a clasificar al AfroBasket y terminaron en noveno lugar en Libia.
En 2011 clasifican por tercera vez consecutiva al AfroBasket en Antananarivo, Madagascar y terminaron en duodécimo lugar, y también clasificaron por primera vez a los Juegos Panafricanos en los que terminaron en séptimo lugar.
En 2013 clasifican por cuarta ocasión consecutiva al AfroBasket jugado en Costa de Marfil y terminan en décimo lugar, repitiendo el resultado en la edición de 2017 en Senegal y Túnez.

## Historial

### Copa Mundial
Resultado General: No ocupa puesto
| Copa Mundial de Baloncesto |
| --- |
| - 1950: No calificó - 1954: No calificó - 1959: No calificó - 1963: No calificó - 1967: No calificó - 1970: No calificó - 1974: No calificó - 1978: No calificó - 1982: No calificó - 1986: No calificó - 1990: No calificó - 1994: No calificó - 1998: No calificó - 2002: No calificó - 2006: No calificó - 2010: No calificó - 2014: No calificó - 2019: No calificó - 2023: No calificó - 2027: TBD |

### Juegos Olímpicos
| Baloncesto en los Juegos Olímpicos |
| --- |
| - Berlín 1936: No calificó - Londres 1948: No calificó - Helsinki 1952: No calificó - Melbourne 1956: No calificó - Roma 1960: No calificó - Tokio 1964: No calificó - México 1968: No calificó - Múnich 1972: No calificó - Montreal 1976: No calificó - Moscú 1980: No calificó - Los Ángeles 1984: No calificó - Seúl 1988: No calificó - Barcelona 1992: No calificó - Atlanta 1996: No calificó - Sídney 2000: No calificó - Atenas 2004: No calificó - Pekín 2008: No calificó - Londres 2012: No calificó - Río 2016: No calificó - Tokio 2020: No calificó - París 2024: No calificó |

### AfroBasket
| Afrobasket | Afrobasket  | Afrobasket | Afrobasket  | Afrobasket | Afrobasket  |
| ---------- | ----------- | ---------- | ----------- | ---------- | ----------- |
| 1962:      | No calificó | 1964:      | No calificó | 1965:      | No calificó |
| 1968:      | No calificó | 1970:      | No calificó | 1972:      | No calificó |
| 1974:      | No calificó | 1975:      | No calificó | 1978:      | No calificó |
| 1980:      | No calificó | 1981:      | No calificó | 1983:      | No calificó |
| 1985:      | No calificó | 1987:      | No calificó | 1989:      | No calificó |
| 1992:      | No calificó | 1993:      | No calificó | 1995:      | No calificó |
| 1997:      | No calificó | 1999:      | No calificó | 2001:      | No calificó |
| 2003:      | No calificó | 2005:      | No calificó | 2007:      | 12° Lugar   |
| 2009:      | 9° Lugar    | 2011:      | 12° Lugar   | 2013:      | 10° Lugar   |
| 2015:      | No calificó | 2017:      | 10° Lugar   |            |             |

## Palmarés
- AfroCan:
  -  Tercer lugar (1): 2023

### Videos
- #AfroBasket - Day 2: Rwanda v Burkina Faso (highlights) Youtube.com video

- Datos: Q1986820